# Фенотип
Феноти́п (от др.-греч. φαίνω «являю; обнаруживаю» + τύπος «образец») — совокупность условно объединяемых и обобщаемых внешних и внутренних признаков или отдельных характеристик (как биологическая или анатомическая форма, цвет кожи, цвет глаз, группа крови, типичное поведение или безусловные рефлексы и т. д.), присущих тому или иному индивиду, приобретённых в процессе индивидуального развития организма (онтогенеза) под влиянием и при участии ряда факторов внешней среды обитания.

## Этимология
Современное русское слово фенотип заимствовано из немецкого — Phänotyp (Phänotypus) «фенотип», которое в свою очередь было образовано из слов Phäno- (древнегреческого φαίνω «отражать, светиться; являться, показываться» и далее из праиндоевропейского *bha- «светить, сиять») + -typus: русское слово «тип» в значении «изображения», заимствованного через французский в слове tуре «оттиск, прообраз, тип» от др.-греч. τύπος «удар, след, отпечаток» из τύπτω «бить», и далее — из праиндоевропейского *taup-, *staup- «бить, топтать».

## Историческая справка
Термин фенотип предложил датский учёный Вильгельм Иогансен в 1909 году вместе с концепцией генотипа, чтобы различать наследственность организма от того, что получается в результате её реализации. Идею о различии носителей наследственности от результата их действия можно проследить уже в работах Грегора Менделя (1865) и Августа Вейсмана. Последний различал (в многоклеточных организмах) репродуктивные и соматические клетки.

## Особенности
Фенотип формируется (в процессе феногенеза) на основе генотипа, при участии ряда факторов внешней среды. У гетерозиготных организмов в фенотипе проявляются доминантные гены.
Фенотип — совокупность внешних и внутренних признаков организма, приобретённых в результате онтогенеза (индивидуального развития).
Фен — отдельный вариант признака.
Несмотря на кажущееся строгое определение, концепция фенотипа имеет некоторые неопределённости. Во-первых, большинство молекул и структур, кодируемых генетическим материалом, не заметны во внешнем виде организма, хотя являются частью фенотипа. Например, именно так обстоит дело с группами крови человека. Поэтому расширенное определение фенотипа должно включать характеристики, которые могут быть обнаружены техническими, медицинскими или диагностическими процедурами. Дальнейшее, более радикальное расширение может включать приобретённое поведение или даже влияние организма на окружающую среду и другие организмы. Например, согласно Ричарду Докинзу, плотину бобров также как и их резцы можно считать фенотипом генов бобра.
Фенотип можно определить как «вынос» генетической информации навстречу факторам среды. В первом приближении можно говорить о двух характеристиках фенотипа: а) число направлений выноса характеризует число факторов среды, к которым чувствителен фенотип, — мерность фенотипа; б) «дальность» выноса характеризует степень чувствительности фенотипа к данному фактору среды. В совокупности эти характеристики определяют богатство и развитость фенотипа. Чем многомернее фенотип и чем он чувствительнее, чем дальше фенотип от генотипа, тем он богаче. Если сравнить вирус, бактерию, аскариду, лягушку и человека, то богатство фенотипа в этом ряду растёт.

## Генетические факторы, оказывающие влияние на формирование фенотипа
… История любого фенотипа, сохраненного длительным отбором, — это цепь последовательных испытаний его носителей на способность воспроизводить самих себя в условиях непрерывного изменения пространства вариаций их геномов. …
… Не изменения генотипа определяют эволюцию и её направление. Наоборот, эволюция организма определяет изменение его генотипа.— Шмальгаузен И. И. Организм как целое в индивидуальном и историческом развитии. Избранные труды.. — М.: Наука, 1982.
К этим факторам относятся взаимодействие генов из одной (доминирование, рецессивность, неполное доминирование, кодоминирование) и разных (доминантный и рецессивный эпистаз, гипостаз, комплементарность) аллелей, множественные аллели, плейотропное действие гена, доза гена.

## Фенотипическая дисперсия
Фенотипическая дисперсия (определяемая генотипической дисперсией) является основной предпосылкой для естественного отбора и эволюции. Организм как целое оставляет (или не оставляет) потомство, поэтому естественный отбор влияет на генетическую структуру популяции опосредованно через вклады фенотипов. Без различных фенотипов нет эволюции. При этом рецессивные аллели не всегда отражаются в признаках фенотипа, но сохраняются и могут быть переданы потомству.

## Фенотип и онтогенез
Факторы, от которых зависит фенотипическое разнообразие, генетическая программа (генотип), условия среды и частота случайных изменений (мутации), обобщены в следующей зависимости:
генотип + внешняя среда + случайные изменения → фенотип

Способность генотипа формировать в онтогенезе, в зависимости от условий среды, разные фенотипы называют нормой реакции. Она характеризует долю участия среды в реализации признака. Чем шире норма реакции, тем больше влияние среды и тем меньше влияние генотипа в онтогенезе. Обычно чем разнообразнее условия обитания вида, тем шире у него норма реакции.

## Примеры
Иногда фенотипы в разных условиях сильно отличаются друг от друга. Так, сосны в лесу высокие и стройные, а на открытом пространстве — развесистые. Форма листьев водяного лютика зависит от того, в воде или на воздухе оказался лист.
У людей все клинически определяемые признаки — рост, масса тела, цвет глаз, форма волос, группа крови и т. д. являются фенотипическими.